# 572 TCN
572 TCN là một năm trong lịch La Mã.